# Orsinome armata
Orsinome armata är en spindelart som beskrevs av Pocock 1901. Orsinome armata ingår i släktet Orsinome och familjen käkspindlar. Inga underarter finns listade i Catalogue of Life.